# سلسلة سيريز (فرنسا)

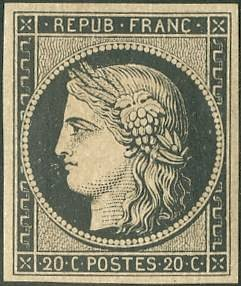
طابع بريدي أسود من فئة 20 سنتيم أحد أول طابعين أصدروهما في هذه السلسلة.

كانت سلسلة سيريز (بالفرنسية: Cérès) أول سلسلة طوابع بريدية في فرنسا صدرت بـ6 قيم مختلفة من عام 1849 إلى عام 1850 لتمثيل الجمهورية الفرنسية.
حملت السلسلة صورة سيريس إلهة نمو النباتات في الأساطير الرومانية. وقام جاك جان باري بالرسم الأولي والنقش. كما كان أناتول هولو مسؤولاً عن طباعة سلسلة سيريس التي أنجزها في باريس في القرن التاسع عشر.
استخدم الرسم مرة أخرى بدافع الضرورة عندما سقطت الإمبراطورية الثانية في عام 1870 مع حصار الجيوش الألمانية الطباعة في باريس وفي بوردو حيث هربت الحكومة الفرنسية. أصدرت سلسلتين جديدتين من سيرس في ثلاثينيات وأربعينيات القرن العشرين.
فباعتبارها السلسلة الأولى لفرنسا ظهرت طوابع سيرس بانتظام على الطوابع التذكارية للمناسبات السنوية والمعارض الخاصة بهواة جمع الطوابع وعلى شعار العديد من المنظمات والشركات المتخصصة في هواة جمع الطوابع.

## طوابع فرنسا

### الجمهورية الثانية، 1849-1851

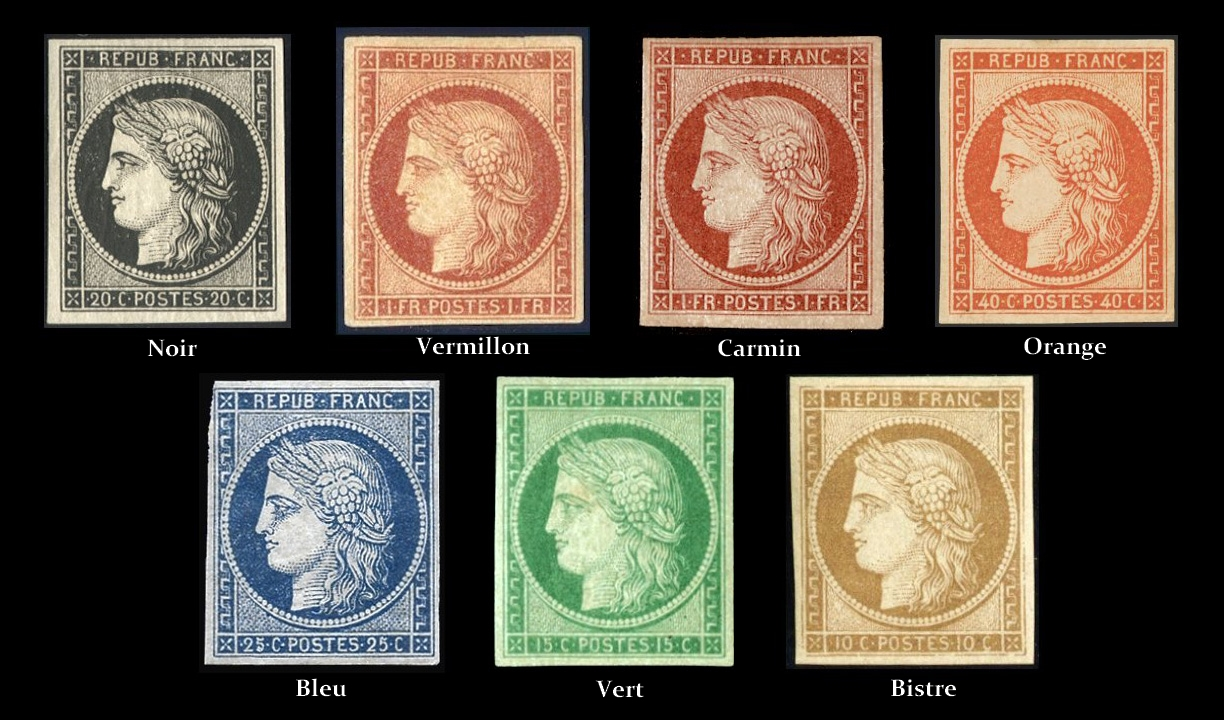
سلسلتا سيريس الأوليتان 1849-1852 الجمهورية الفرنسية الثانية

كانت أول طابعتين بريديتين أصدروهما في فرنسا من سلسلة سيريس. وقد طبعت مع صورة سيريس إلهة نمو النباتات في الأساطير الرومانية. حيث كانت ترتدي إكليل من القمح وحفنة من العنب في شعرها. رسم التصميم جاك جان باري الذي تجنب أي دلالات جمهورية أو ثورية على وجه التحديد وهو النقاش العام في دار سك العملة في باريس تحت إشراف أناتول هولو وهو موظف مدني حصل على الحق في طباعة الطوابع في دار سك العملة حتى عام 1876.
لقد شكل الإصدار في الأول من يناير 1849 تطبيق إصلاح بريدي مماثل لذلك الذي حدث في المملكة المتحدة في مايو 1840؛ لتبسيط أسعار البريد على الصعيد الوطني بين فرنسا الكبرى وكورسيكا والجزائر الفرنسية وتشجيع المرسل على الدفع عن طريق استخدام طوابع البريد.
كانت الفئتان الأوليتان طابع بريدي أسود بقيمة 20 سنتيم وطابع بريدي أحمر بقيمة 1 فرنك في يناير 1849. وبما أن الإصلاح البريدي امتد إلى فئات أخرى (محلية وريفية وصحفية) فقد صدرت فئات جديدة.
وفي وقت مبكر من عام 1849 ظهرت أولى هذه الطوابع التي اكتسبت اهتمامًا بهواة جمع الطوابع فيما بعد. وبما أنه من الممكن إخفاء الإلغاءات السوداء وإعادة استخدام الطابع البريدي الأسود من فئة 20 سنتيم بسهولة، فقد ألغي إصدار الطابع البريدي الأزرق من فئة 40 سنتيم في يناير/كانون الثاني وحول إلى الطابع البريدي البرتقالي. مع أن فئة العشرين سنتيم الزرقاء طُبعت لأول مرة في ربيع عام 1849 إلا أنها لم تحل محل نظيرتها السوداء أبدًا بسبب تغيير الأسعار في يوليو عام 1850. أما في ديسمبر 1849 فقد استدعت إدارة البريد جزء من الطوابع الحمراء الباهتة من فئة 1 فرنك لأن لونها كان قريبًا جدًا من اللون البرتقالي 40 سنتيم بحيث لم تصدر في فبراير 1850. وأطلق هواة جمع الطوابع على الطوابع الأخف اسم "القرمزي" ثم لصق نصف طابعين من كل لون على الأمر الرسمي لاسترداد اللون القرمزي.
بعد الانقلاب الذي حدث في ديسمبر 1851 قرر الأمير الرئيس لويس نابليون بونابرت وضع صورته على الطوابع الفرنسية. وأصدرت الفئات الأولى تدريجياً اعتبارًا من سبتمبر 1852 وفي جميع أنحاء الإمبراطورية الثانية.
استخدم البريد المحلي لمقاطعة كورينتس في الأرجنتين تقليد رديء للطوابع الفرنسية بين عامي 1856 و1880.

### الحرب الفرنسية البروسية: 1870-1871

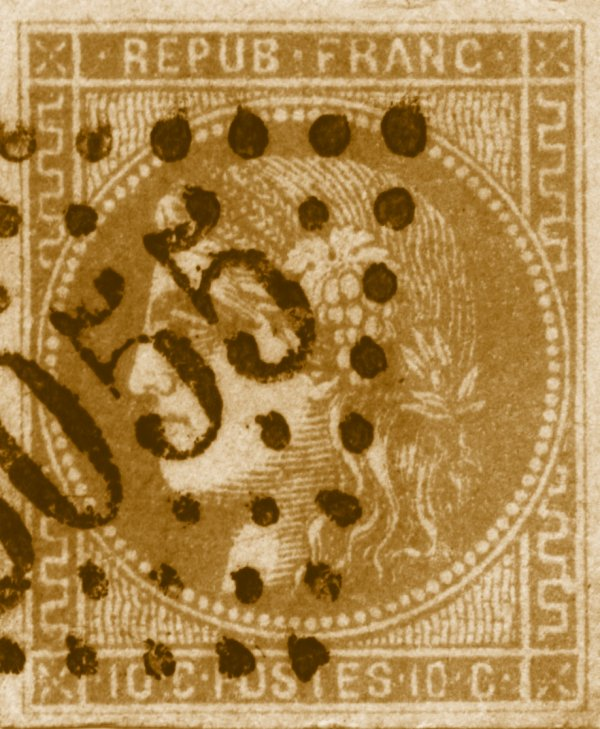
طابع بريدي من إصدار بوردو.

خلال الحرب الفرنسية البروسية وبعد أن ألغى الجمهوريون إمبراطورية نابليون الثالث في 4 سبتمبر 1870 واجهوا حصار الجيوش الألمانية لباريس ونقص الطوابع البريدية من الحكم السابق. فكان على هولو أن يطبع طوابع سيريس جديدة حتى ثورة كومونة باريس في ربيع عام 1871. أخبر القائم على الطباعة بعد ذلك أنه أخفى مواد سلسلة سيريس وأجبره المتمردون على طباعة طوابع نابليون الثالث.
وفي الوقت نفسه في بوردو حيث هربت الحكومة المؤقتة قاموا بالترخيص بطباعة طوابع سيريس من 5 نوفمبر 1870 إلى 4 مارس 1871 لتزويد مكاتب البريد في فرنسا غير المحتلة. ثم طبعت الطوابع بطريقة الطباعة الحجرية (بدلاً من الطباعة) بواسطة أوجيه-ديليل. وبسبب هذا الاختيار تختلف الطوابع بصفة متكررة عن بعضها البعض.

### الجمهورية الثالثة

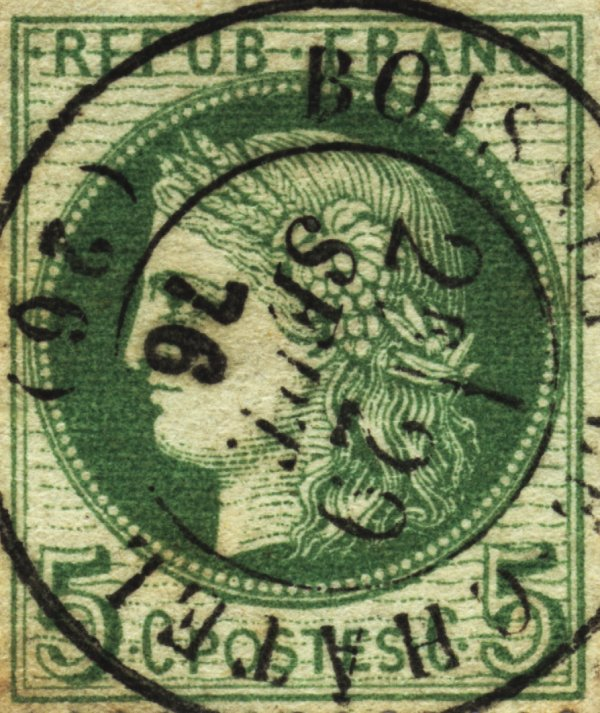
طابع بريدي سيريس صدر خلال الجمهورية الثالثة.

بعد الحرب احتفظوا برأس سيريس حتى عام 1875 وطبعوه مرة أخرى فقط في باريس بواسطة أناتول هولو. فكان عليه أن يستخدم مواد قديمة لإنشاء فئات جديدة (مثل القيم المنخفضة التي أنشئت في بوردو) لأن ديزيريه ألبرت باري نجل جاك جان قطع ارتباطه مع هولو في عام 1866.
في يوليو 1875 منحت إدارة البريد طباعة طوابعها البريدية إلى بنك فرنسا لتقليل التكلفة العالية والتأخير الذي اتهمت به هولو. وغُير تصميم الطابع البريدي أيضًا. حيث فاز جول أوغست سيج في مسابقة أطلقت في أغسطس 1875 بطابعه الذي يحمل شعار التجارة والسلام الذي يوحد العالم ويحكمه. ثم صدرت الطوابع الجديدة في عام 1876.

### 1937-1941
بمناسبة المعرض البريدي الذي أقيم في باريس عام 1937 أصدروا بيه إي أكس آي بيه وهي مجموعة صغيرة من أربعة طوابع بريدية ثنائية اللون من سيرس.
وفي العام التالي أي في عام 1938 بدأت سلسلة سيريس جديدة بقيم عالية (1.75 إلى 3 فرنكات) إلى جانب سلسلة سوير وسلسلة السلام. حوفظ على الرأس في ديكور جديد. أوقفت كل هذه التعريفات في عام 1941 واستبدلوها بتماثيل فيليب بيتان سلسلة إيريس وميركوري.

### التحرير: 1945-1947
كان تمثال سيريس الذي أعاد تصميمه تشارلز مازلين في عام 1945 من بين العديد من السلاسل النهائية التي أصدرت في فرنسا المحررة.

### منذ عام 1949 وعلى الطوابع التذكارية
ظهرت صورة سيريس لجاك جان باري مرة أخرى على الطوابع التذكارية للتاريخ البريدي والهوية البريدية لفرنسا:
- 1948: طوابع يوم الطوابع على الطوابع التي تحمل صورة إتيان أراجو مدير البريد في عام 1849؛
- 1949: شريط عمودي من طابعين سيرس وطابعين ماريانز من غاندون (السلسلة المميزة في ذلك الوقت) بمناسبة الذكرى المئوية لأول طابع بريدي فرنسي؛
- 1949: داخل ورقة بيضاء صغيرة كبيرة طبع طابع بريدي قرمزي بقيمة 10 فرنكات من شركة سيريس لمعرض سي آي بيه إي أكس في باريس؛
- 1999: بمناسبة الذكرى السنوية الـ 150 كتيب يحتوي على خمسة طوابع سيريس سوداء وطوابع سيريس حمراء واحدة على الطوابع؛
- 1999: بمناسبة معرض فيليكسفرانس '99 في باريس طابع بريدي فوق طابع بريدي يحمل صورة 20 سنتيم باللون الأسود ورأس سيريس ثلاثي الأبعاد.

استخدم شعار الخدمة البريدية في لا بوست رأس سيرز.

## في المستعمرات الفرنسية
من عام 1849 إلى عام 1924 استخدمت الجزائر الفرنسية نفس الطوابع البريدية والأسعار البريدية المستخدمة في فرنسا الحضرية. فمن الممكن أن تلغى سلسلة سيرز الفرنسية في المستعمرة الفرنسية.
استخدمت قليل من المستعمرات طوابع سيريس الصادرة عن الجمهورية الثانية في عامي 1850 و1851.
من عام 1871 إلى عام 1877 أرسلت طوابع سيريس المثقبة إلى المستعمرات لتحل محل طوابع نابليون الثالث المثقبة. وقد استمرت هذه الطوابع حتى إصدار طوابع سيجا غير المثقوبة في عام 1876. طريقة التعرف على طوابع سيرز الاستعمارية هي إلغاؤها برمز مكون من ثلاثة أحرف لكل مستعمرة.